# 布魯克黑文 (紐約州普查規定居民點)
布魯克黑文（英語：Brookhaven）是位於美國紐約州薩福克縣的普查規定居民點。

## 人口
根據2020年美國人口普查的數據，布魯克黑文的面積為15.38平方千米，當中陸地面積為15.01平方千米，而水域面積為0.36平方千米。當地共有人口3330人，而人口密度為每平方千米216.51人。